# Crveni Otok (Sveti Andrija)
Crveni Otok (Sveti Andrija) je naseljeni otok v Jadranskem morju, v skupini otočkov ob zahodnoistrski obali, nedaleč od Rovinja.
Na otočku so vidni ostanki poslopij iz rimske dobe. Tukaj so se najverjetneje v 6. stoletju naselili benediktinci, ki so postavili cerkev in samostan. Samostan so v obdobju od 1446 do 1820 posedovali frančiškani. Deli samostana so bili kasneje preurejeni v  razkošno vilo, ki je danes v sklopu hotela Katarina. Od predromanske cerkvice pri samostanu se je ohranil centralni kvadratni prostor s kupolo in nekaj skulpturami iz 15. in 16. stoletja. V kupoli so vodni ostanki fresk, ki izvirajo iz predromanske dobe.
Z umetnim nasipom so ga povezali z bližnjim otočkom Maškin.